# Altay (Stadt)

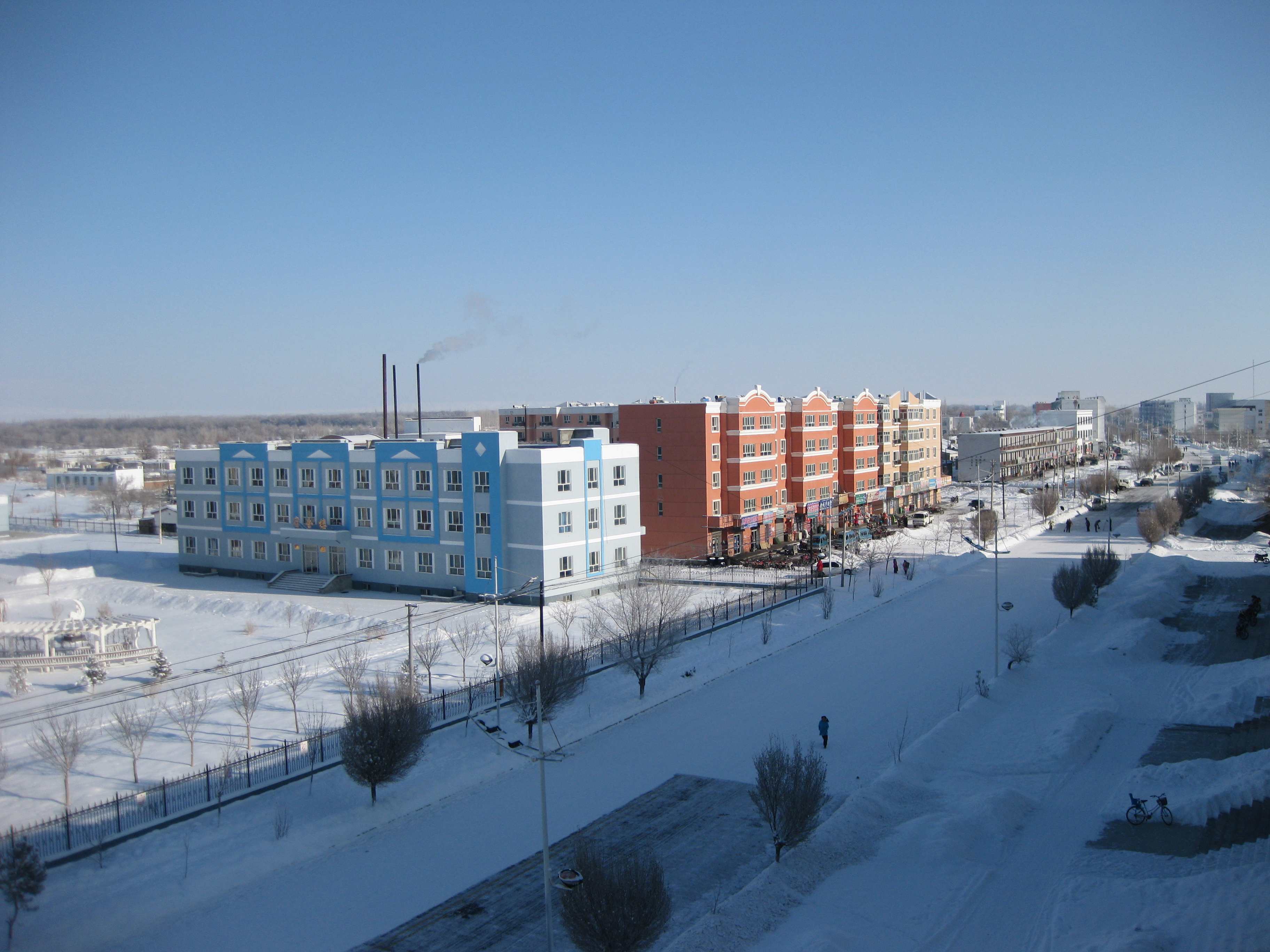
Altay City

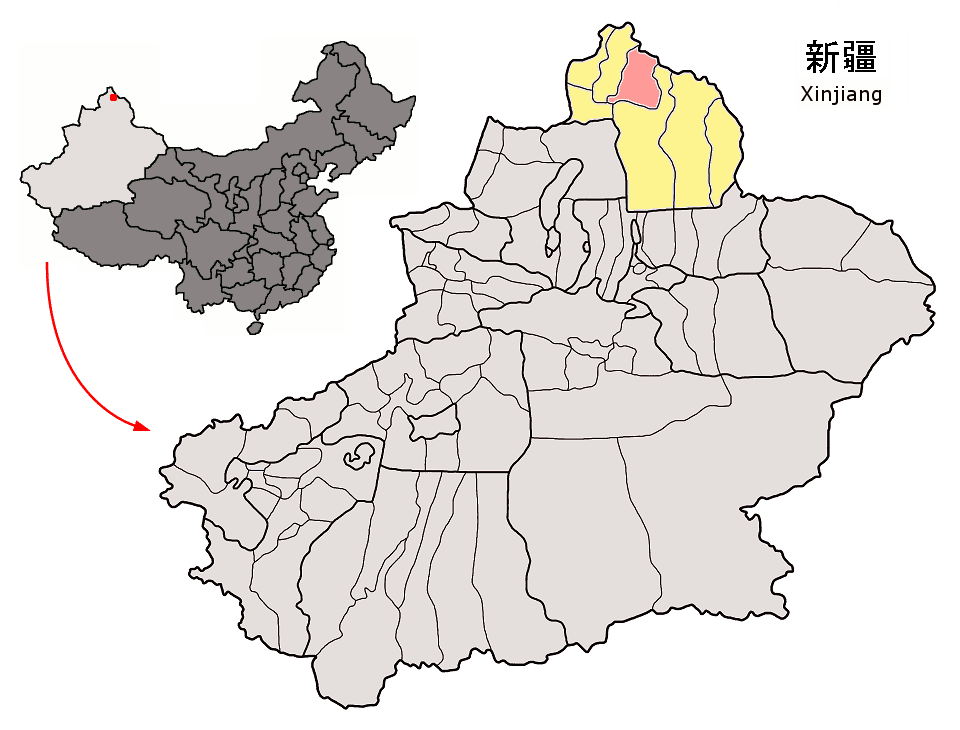
Lage der Stadt Altay (rosa) im Regierungsbezirk Altay (gelb)

Die Stadt Altay (chinesisch 阿勒泰市, Pinyin Ālètài Shì, uigurisch ئالتاي شەھىرى Altay Xəⱨiri, kasachisch التاي قالاسى Altay qalası) ist eine kreisfreie Stadt und der Hauptort des Regierungsbezirks Altay im Kasachischen Autonomen Bezirk Ili im Uigurischen Autonomen Gebiet Xinjiang der Volksrepublik China. Die Fläche beträgt 10.852 Quadratkilometer und die Einwohnerzahl 190.064 (Stand: Zensus 2010).
Die Steinfiguren und Steinsarg-Gräber von Qiemuer Qieke (Qiemu'er Qieke shiren ji shiguan muqun 切木尔切克石人及石棺墓群) stehen seit 2005 auf der Liste der Denkmäler der Volksrepublik China (5-191).

## Verwaltung
Die Stadt Altay setzt sich aus folgenden Großgemeinden und Gemeinden zusammen:
Großgemeinden  (镇 zhèn):
- 阿苇滩镇 Aweitan zhèn
- 红墩镇 Hongdun zhèn

Gemeinden (乡 xiāng):
- 阿拉哈克乡 Alahake xiāng
- 巴里巴盖乡 Balibagai xiāng
- 汗德尕特蒙古族乡 Handegatemengguzu xiāng
- 喀拉希力克乡  Kalaxilike xiāng
- 拉斯特乡 Lasite xiāng
- 切尔克齐乡 Qieerkeqi xiāng
- 切木尔切克乡 Qiemuerqieke xiāng
- 萨尔胡松乡 Saerhusong xiāng

Die Großgemeinde Beitun (北屯镇) wurde am 28. Dezember 2011 aus der Stadt Altay ausgegliedert und in die neugegründete Stadt Beitun überführt.

## Verkehr
Altay besitzt einen Flughafen und ist Endstation der Kui-A-Eisenbahnstrecke 奎阿铁路 (Kuytun–Altay).

## Persönlichkeiten
- Dinigeer Yilamujiang (* 2001), Skilangläuferin